# Mas del camí del cementiri de la Sénia
Mas del camí del cementiri de la Sénia és una obra de la Sénia (Montsià) inclosa a l'Inventari del Patrimoni Arquitectònic de Catalunya.

## Descripció
Construcció aïllada utilitzada en el seu temps com a habitatge. Construcció quadrangular amb un cos adossat de tipus auxiliar. La casa consta de planta i dos pisos, encara que el 2n es troba parcialment enderrocat. La façana i els dos cossos laterals estaven arrebossats, ara molt deteriorats en el parament. A la façana les obertures són allindades amb emmarcament ressaltat. Destaca el fet que el 3r. nivell té un acabament exterior a base d'una ziga-zaga que conforma una sèrie de perfils de teuladetes a doble vessant, totes amb un ull de bou circular al mig. El cos lateral ha perdut la teulada a un vessant. És de construcció pobra i està molt deteriorat.